# Talento de barrio
Talento de Barrio es una película de acción, crimen, drama y música estrenada el 13 de agosto de 2008. Protagonizada por el cantante puertorriqueño de reguetón, Daddy Yankee, está dirigida por José Iván Santiago y producida por George Rivera y Ángel M. Sanjurjo. Se filmó en el Residencial Gautier Benítez, Caguas, Barrios de Puerto nuevo, Puerto Rico y en los Estados Unidos.

## Argumento
Édgar "Dinero" es un joven que vive en los caseríos de Puerto Rico pero está harto de la violencia que hay en el caserío en el cual vive. Al marcharse, Édgar deja a su  pandilla (Ñetas), enamorándose de una muchacha a quien debe ocultarle su unión con el grupo de barrio. Pronto Edgar se encuentra con su mejor amigo que había salido de la cárcel hace poco y lo integra en  su caserío. Desde aquel momento se suceden un sinfín de problemas: tiroteos, muertes de seres queridos de Edgar, el cual trata de superar esos traumas con la música. La vida de Édgar tendrá un trágico final justo cuando su carrera estaba en un excelente momento.

## Reparto
- Daddy Yankee como Édgar.
- Maestro como Jayko.
- Katiria Soto como Soribel.
- Cesar "TNT" Farrait como Wichy.
- Angelica Alcaide como Natasha
- Norma Colón como Doña Ester
- Norman Santiago como Matías
- Rafael Acevedo como González.
- Welmor como Leo.
- Rey Pirin como Javier.
- Pepe Fuentes como Don Joaquín.
- Saa Acagar como Popó.
- Gringo como Angelo.
- Voltio como Voltio.
- Eddie Ávila como Eddie Dee.
- Glory como Tata.
- Zojaira Martínez como Ana.
- José López como Juan de Dios.

## Banda sonora
El 12 de agosto de 2008 se lanzó mediante la discográfica El Cartel Records el álbum de la banda sonora homónima. El álbum contó con cuatro sencillos: Somos de calle, Pose, Llamado de emergencia y ¿Qué tengo que hacer?